# Yengīābād-e Chā'ī
Yengīābād-e Chā'ī (persiska: ینگی آباد چائی, Yengābād-e Chāy) är en ort i Iran.   Den ligger i provinsen Östazarbaijan, i den nordvästra delen av landet, 400 km nordväst om huvudstaden Teheran. Yengīābād-e Chā'ī ligger 1 077 meter över havet och antalet invånare är 178.
Terrängen runt Yengīābād-e Chā'ī är kuperad åt sydväst, men åt nordost är den platt. Runt Yengīābād-e Chā'ī är det ganska glesbefolkat, med 40 invånare per kvadratkilometer. Närmaste större samhälle är Darīn Daraq, 14,8 km sydväst om Yengīābād-e Chā'ī. Trakten runt Yengīābād-e Chā'ī består i huvudsak av gräsmarker.